# منوچهر طاهرزاده
منوچهر طاهرزاده (۱۳ دی ۱۳۳۱ – ۱۴ آذر ۱۳۸۲) آهنگساز، خواننده و نوازندهٔ ویلن و سه‌تار اهل ایران بود.

## زندگی‌نامه
منوچهر طاهرزاده، فرزند یدالله طاهرزاده نوازندهٔ تار، سی و پنج سال سابقهٔ خوانندگی در گروه‌های موسیقی سنتی و پاپ داشت. استادان وی پدرش و مسعود زنگنه‌مجد بودند.
پس از انقلاب با انتشار دو آلبوم با نام‌های «آخرین برگ» و «آلونک» و برگزاری چند کنسرت در کرمانشاه، قصر شیرین و تهران به زندگی هنری خود ادامه داد.
وی برای خوانندگانی همچون شاهرخ و داریوش نیز آهنگسازی کرده‌است. یکی از آثار معروف طاهرزاده، موسیقی ترانهٔ «ببین، ببین، این گریهٔ یه مَرده» با صدای داریوش اقبالی است.
نزدیکانش درمورد او می‌گویند: " او را آقا منوچهر صدا می زدیم، همیشه در صدا و تم صورتش یک آقایی وجود داشت که هر شنونده ای را به سمت خود می کشاند."

## درگذشت
منوچهر طاهرزاده در روز ۱۴ آذر ۱۳۸۲ در آی‌سی‌یو بیمارستان طالقانی کرمانشاه به علت بیماری کبدی در آستانهٔ ۵۱ سالگی درگذشت و پیکرش شانزدهم آذر ماه در گورستان باغ فردوس در کرمانشاه به خاک سپرده‌شد.

## آلبوم‌ها
- ۱۳۷۲ «بی‌دلان» با آهنگسازی حسن خراباتی و منوچهر طاهرزاده و تنظیم سهیل ایوانی
- ۱۳۷۷ «آخرین برگ» با آهنگسازی منوچهر طاهرزاده و تنظیم محمدرضا چراغعلی
- «آلونک» با آهنگسازی منوچهر طاهرزاده و تنظیم فرشاد رستمی

## آهنگسازی برای دیگران
| خواننده | نام ترانه      | ترانه‌سرا        | آهنگساز         | تنظیم           |
| ------- | -------------- | --------------- | --------------- | --------------- |
| داریوش  | شبخون          | ایرج جنتی عطایی | منوچهر طاهرزاده | منوچهر چشم‌آذر   |
| داریوش  | تندباد حادثه‌ها | تورج نگهبان     | منوچهر طاهرزاده | آندرانیک        |
| شاهرخ   | پاییز          | محمدرضا فتاحی   | منوچهر طاهرزاده | محمد شمس        |
| شاهرخ   | پاییز          | محمدرضا فتاحی   | منوچهر طاهرزاده | آندرانیک        |
| شاهرخ   | کولی           | شهرام وفایی     | منوچهر طاهرزاده | محمد شمس        |
| شاهرخ   | کوچ            | شهرام وفایی     | منوچهر طاهرزاده | محمد شمس        |
| شاهرخ   | بمون با من     | شهرام وفایی     | منوچهر طاهرزاده | محمد شمس        |
| شاهرخ   | هم‌پرواز        | شهرام وفایی     | منوچهر طاهرزاده | محمد شمس        |
| شاهرخ   | دلم گرفته      | شهرام وفایی     | منوچهر طاهرزاده | شاپور باستان‌سیر |
| شاهرخ   | باغ بارون‌زده   | کیومرث حیدری    | منوچهر طاهرزاده | ناصر چشم‌آذر     |
| شاهرخ   | کوله‌بار        | منوچهر ناصحی    | منوچهر طاهرزاده | مجتبی میرزاده   |
| شاهرخ   | پری جون        | شهرام وفایی     | منوچهر طاهرزاده | محمد شمس        |
| شاهرخ   | کوچهٔ میعاد     | شهرام وفایی     | منوچهر طاهرزاده | محمد شمس        |
| شاهرخ   | قصه‌های من      | کیومرث حیدری    | منوچهر طاهرزاده | آندرانیک        |